# Huish Park
Il Huish Park è uno stadio di calcio situato a Yeovil, Somerset, lo stadio del Yeovil Town F.C.. Lo stadio attuale è nella periferia di Yeovil ed è stato costruito come un sostituto per lo stadio del club, il The Huish, nel 1990.